# Kodairova razsežnost
Kodairjeva razsežnost  (oznaka κ(V)) je v algebrski geometriji merilo za velikost kanonskega kolobarja projektivne varietete {\displaystyle V\,}. 
Imenuje se po japonskem matematiku Kunihiku Kodairu (1915 – 1997).

## Definicija
Velikost kanonskega kolobarja {\displaystyle R\,} je osnovna varianta za {\displaystyle V\,}.
Kodairovo razsežnost lahko definiramo na naslednje načine:
- to je razsežnost proj konstrukcije {\displaystyle \operatorname {Proj} \,R} (ta varieteta se imenuje kanonski model zaV)
- to je razsežnost slike za n-kanonske preslikave za dovolj velike n
- to je transcendenčna stopnja za R zmanjšana za 1 (t -1), kjer je t število algebrsko neodvisnih generatorjev, ki jih lahko najdemo
- to je stopnja rasti kanonskega kolobarja